# Кунье (Курская область)
Кунье — село в Горшеченском районе Курской области. Является центром одноименного сельсовета. Расстояние до города Старый Оскол составляет 20 км.

## История
До революции 1917 года село Кунье входило в состав Старооскольского уезда Курской губернии. В настоящее время оно относится к Горшеченскому району Курской области.

### Покровский храм
Колокольня и сам храм были построены в 1809 году. Поначалу святыня была деревянной, затем ее решили сделать каменной. В начале XX века храм пришлось расширять, достроив два предела. После войны часть помещения церкви какое-то время использовали как зернохранилище, а в другой продолжали богослужения. В 2012 году произошло разукрупнение Курской епархии, приход стал частью Щигровской епархии Курской митрополии.